# Li Rui (polític)
|  | Per a altres significats, vegeu «Li Rui». |

En aquest nom xinès, el cognom és Li.
Li Rui — 李锐 en xinès, Lǐ Ruì en pinyin— (Pingjiang, Yueyang, província de Hunan, Xina, 13 d'abril de 1917 - 16 de febrer de 2019) fou un polític xinès. Fou durant un temps un dels secretaris personals de Mao Zedong; més tard es convertí en partidari de la democràcia i contrari a la censura.
Li Rui fou membre del Partit Comunista i participà en la Llarga Marxa. Fou viceministre d'Obres hidràuliques el 1958, i esdevingué un dels secretaris personals de Mao Zedong. Però el 1959 fou exclòs del Partit Comunista per haver assenyalat els errors del Gran Salt Endavant. Va estar empresonat i en camps de treball durant vint anys. Després tornà a ser rehabilitat i tornà a ocupar el viceministeri. Des d'aquest lloc s'oposà als plans de la Presa de les Tres Gorges.
El 1989, durant les protestes de Tian'anmen, va donar suport a la postura de Zhao Ziyang, que s'oposava a la repressió. Aleshores fou rellevant de totes les responsabilitats polítiques.
En el 16è congrés del Partit Comunista el 2002 va proposar reformes polítiques i va començar a escriure. Finalment el 2004 es van prohibir parlar de les seves publicacions en la premsa.
El 2005, quan morí Zhao Ziyang, retornà a Beijing per presentar el seu condol per la mort del polític que havia mort en arrest domiciliari.
In 2007, a la vetlla del 17è Congrés del Partit Comunista, va publicar, amb Xie Tao, articles que demanaven la conversió del partit en un partit socialista de model europeu, idees condemnades per l'aparell del partit.
L'octubre de 2010 fou el primer signatari d'una carta oberta, amb Hu Jiwei, Zong Peizhang, Jiang Ping i altres 500 personalitats demanant més democràcia i menys censura.
En el pla personal, Li Rui tingué una filla, Li Nanyang, que es va distanciar d'ell com enemic del partit; més tard es van reconciliar.

## Publicacions
- Li Rui tan Mao Zedong (李銳談毛澤東), 2005, ISBN 9889828227[3]